# Al-Latrun
Al-Latrun (arab. ‏اللطرون‎) – nieistniejąca już palestyńska wieś, która była położona w Dystrykcie Ramli w Mandacie Palestyny. Wieś została wyludniona i zniszczona podczas I wojny izraelsko-arabskiej po ataku Sił Obronnych Izraela 9 czerwca 1948.

## Położenie
Al-Latrun leżała we wschodniej części doliny Ajalon, na wzgórzu Latrun na pograniczu Szefeli i gór Judei. Według danych z 1945 do wsi należały ziemie o powierzchni 8 376 ha. We wsi mieszkało wówczas 190 osób.
| własność gruntów | powierzchnia gruntów (hektary) |
| ---------------- | ------------------------------ |
| Arabowie         | 7 724                          |
| Żydzi            | 134                            |
| publiczne        | 518                            |
| Razem            | 8 376                          |

| Rodzaj użytkowanych gruntów | Arabowie (hektary) | Żydzi (hektary) |
| --------------------------- | ------------------ | --------------- |
| uprawy cytrusów             | 7                  | 0               |
| uprawy oliwek               | 203                | 0               |
| uprawy nawadniane           | 439                | 0               |
| uprawy zbóż                 | 6 571              | 134             |
| nieużytki                   | 1 221              | 0               |
| zabudowane                  | 4                  | 0               |

## Historia

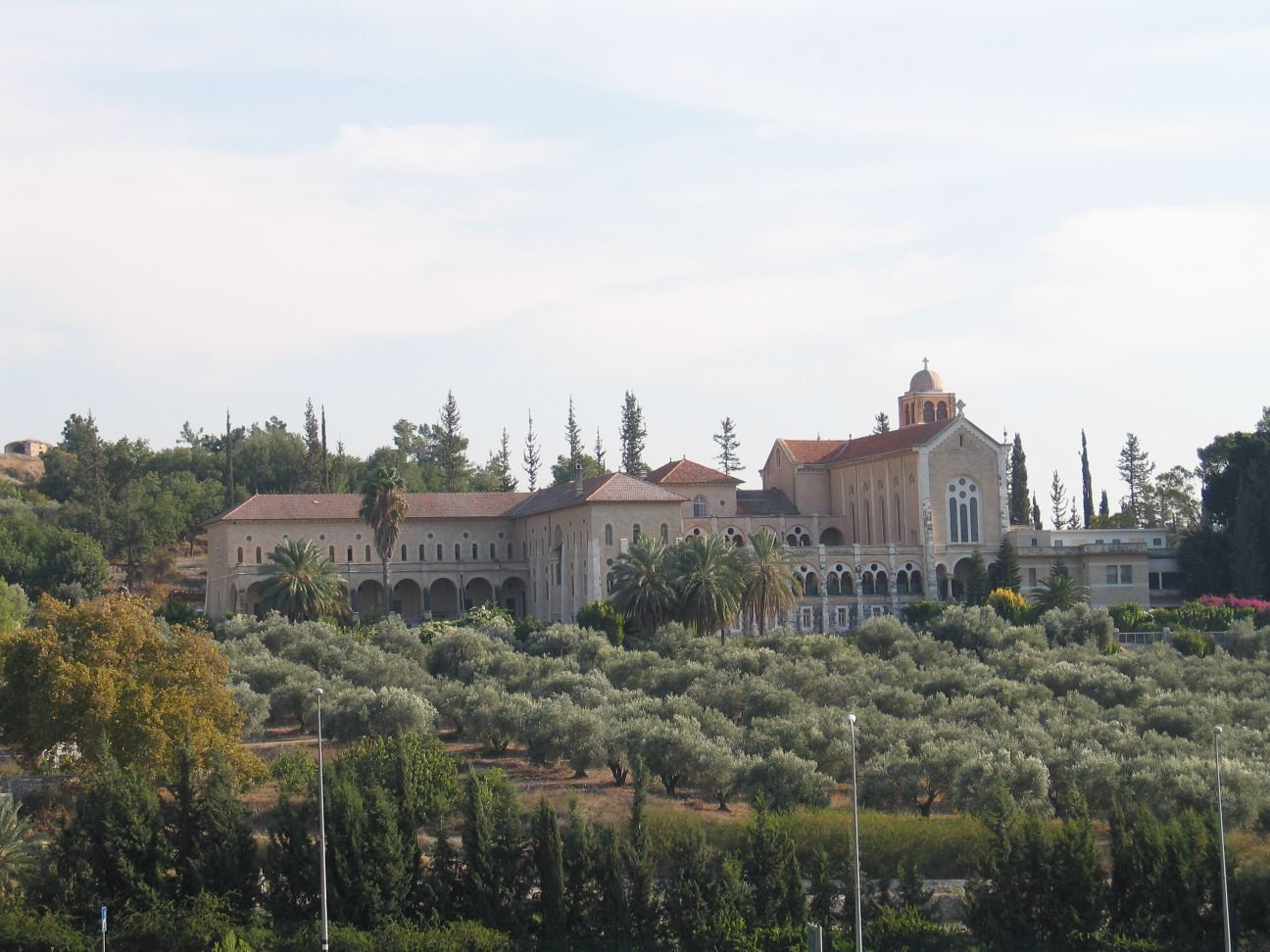
Klasztor i winnice na wzgórzu Latrun

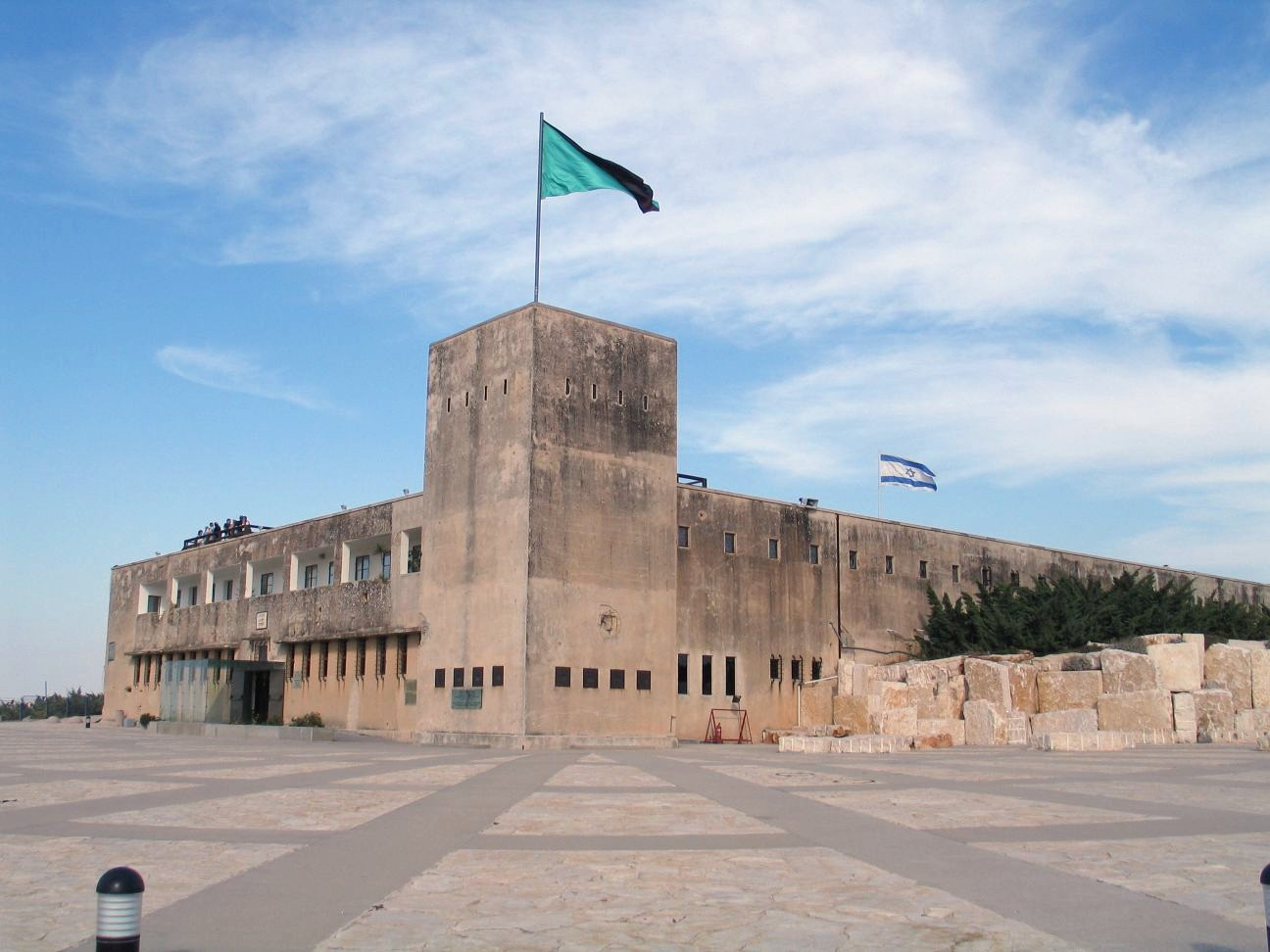
Brytyjski fort Tegart na wzgórzu Latrun

Wieś al-Latrun była położona przy strategicznej drodze łączącej Jerozolimę z nadmorską równiną Szaron i portami nad Morzem Śródziemnym. Dodatkowo przebiega tędy druga strategicznie ważna droga, łącząca Strefę Gazy z Ramallah w Samarii.
Strategiczne znaczenie tego miejsca była bardzo dobrze znane już od Starożytności. W 1187 krzyżowcy wybudowali na wzgórzu Latrun zamek obronny Le Toron des Chevaliers, z którego ocalała jedna wieża. Jednak pomimo waleczności krzyżowców ziemie te przeszły pod panowanie Islamu. Pod koniec panowania osmańskiego, w 1890 francuscy mnisi trapiści wybudowali na wzgórzu klasztor. Mnisi założyli szkołę rolniczą na polach pobliskiej wsi al-Latrun, która słynęła ze swoich winnic. Podczas I wojny światowej mnisi zostali zmuszeni przez Turków do opuszczenia klasztoru, który zajęło wojsko. Do zniszczonych zabudowań klasztornych mnisi wrócili dopiero w 1927. W 1931 odkupili od mieszkańców wsi winnicę. W zamian zbudowali dwadzieścia nowych domów. W okresie panowania Brytyjczyków al-Latrun była niewielką wsią.
W latach 1941–1942 Brytyjczycy wybudowali na wzgórzu fort Tegart, będący siedzibą brytyjskiej policji mandatowej. Fort zapewniał bezpieczeństwo komunikacji w dolinie Ajalon. Gdy 14 maja 1948 dobiegł końca brytyjski mandat w Mandacie Palestyny, brytyjska policja opuściła fort. Wieś stała się wówczas bazą sił Arabskiej Armii Wyzwoleńczej, która atakowała żydowskie konwoje do Jerozolimy. Podczas I wojny izraelsko-arabskiej 18 maja rejon al-Latrun zajęły siły jordańskiego Legionu Arabskiego. W kolejnych tygodniach rejon Latrun stał się obiektem kolejnych izraelskich operacji wojskowych, które zmierzały do odblokowania komunikacji z Jerozolimą. W trakcie tych walk mieszkańcy wsi uciekli do pobliskiej wioski Imwas, a ich macierzysta wieś uległa całkowitemu zniszczeniu.

## Miejsce obecnie
Obecnie przez tereny należące do wsi al-Latrun przebiega autostrada nr 1  (Tel Awiw–Jerozolima). Grunty uprawne przejęła powstała w 1978 wieś Newe Szalom.